# 蘇拉瓦

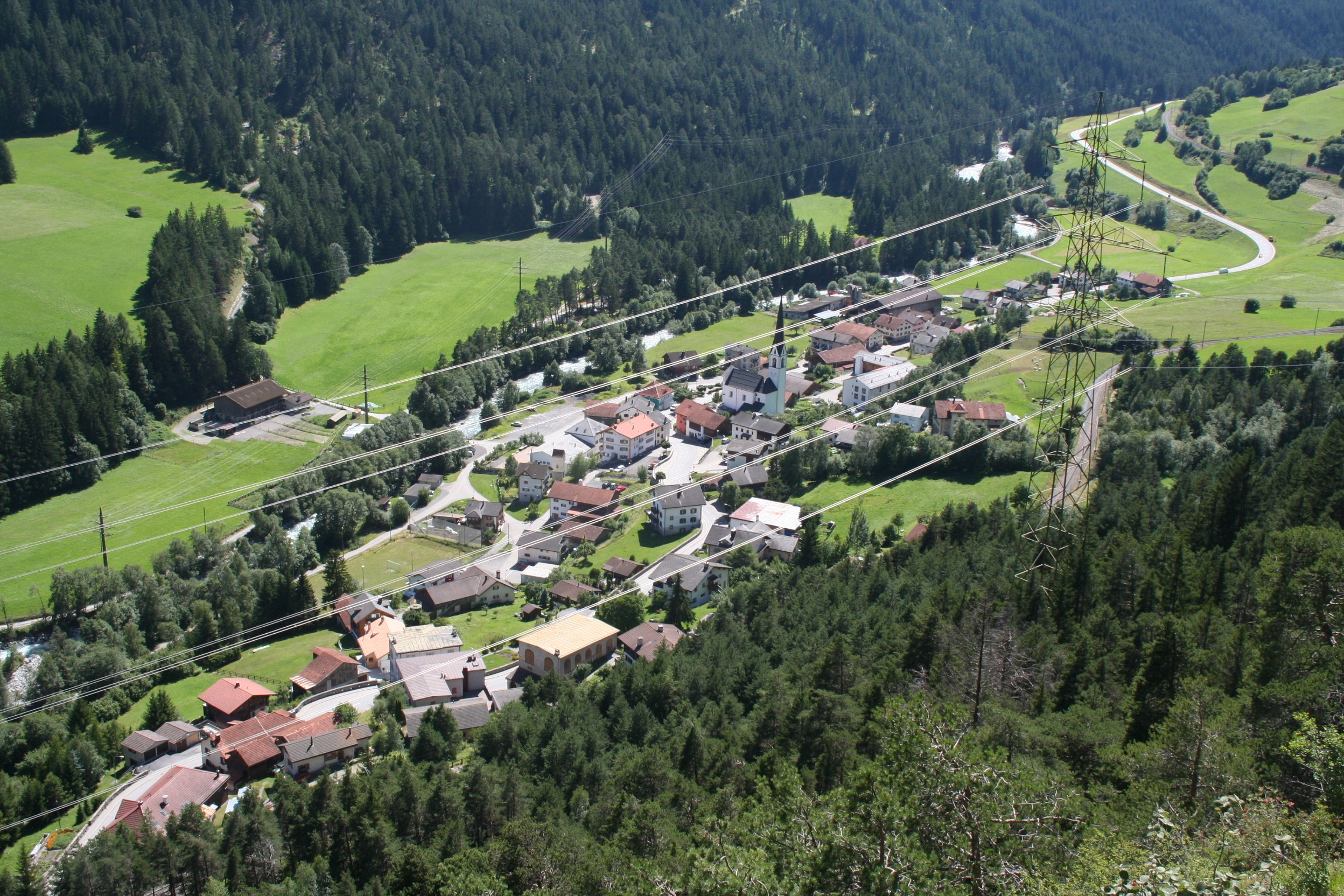

蘇拉瓦是瑞士的城鎮，位於該國東部，由格勞賓登州負責管轄，面積6.98平方公里，八成土地是森林，海拔高度904米，2011年人口204，人口密度每平方公里29人。

## 外部連結
- Official website（页面存档备份，存于） （德文）